# Cathy Chedal
Cathy Chedal (* 14. Juni 1968 in Brides-les-Bains) ist eine ehemalige französische Skirennläuferin.
Bei den Weltmeisterschaften 1989 in Vail erreichte sie im Riesenslalom den sechsten Platz. Ihr einziger Podestplatz im Weltcup war der zweite Platz im Super-G in Las Leñas (Argentinien) am 9. August 1989. Der siebte Rang im Super-G-Weltcup resultierte zu Ende der Saison 1989/90. Im selben Winter wurde sie französische Meisterin in der Abfahrt und im Riesenslalom. Die Karriere der Französin war von vielen Verletzungen geprägt.